# Le Frecce
Le Frecce (итал. стрелы) — сеть скоростных поездов итальянского государственного железнодорожного перевозчика Trenitalia. Является одной из старейших и наиболее развитых систем высокоскоростного сообщения в мире. Поезда «Le Frecce» охватывают практически все крупные города континентальной Италии, используя как основные железнодорожные линии общего назначения, так и построенные специально для них высокоскоростные магистрали, на которых максимальная эксплуатационная скорость достигает 300 км/ч. До 2012 года сеть называлась Eurostar Italia.

## История
Италия одной из первых начала развивать высокоскоростные железнодорожные перевозки. В 1953 году между Римом и Миланом начал курсировать скоростной электропоезд «Settebello», который преодолевал 630-километровый путь через Флоренцию и Болонью чуть более чем за 6 часов. Поезд предоставлял высочайший уровень комфорта, в составе были вагоны только первого класса, оснащенные кондиционером, телефоном и душем, а также остеклённым панорамным салоном в головном вагоне. Максимальная скорость поезда на маршруте достигала 150 км/ч, средняя маршрутная скорость за всё время работы постепенно увеличивалась и в 1978 году составляла 113,9 км/ч. «Settebello» проработал до 1984 года, когда ему на смену пришёл скоростной поезд на локомотивной тяге «Colosseum» («Колизей»). Аналогичные поезда на локомотивной тяге, начиная с 1960-х годов, стали курсировать и по другим важным направлениям.
Основной проблемой развития высокоскоростного сообщения в Италии долгое время являлись горные участки с обилием кривых малого радиуса, которые невозможно пройти на большой скорости. В конце 1960-х годов начались эксперименты с системой «Пендолино», позволяющей автоматически наклонять кузов вагона относительно вертикальной оси при прохождении поворотов. Такая система смещает центр тяжести и компенсирует центробежную силу, позволяя безопасно и комфортно проходить повороты с большей скоростью. Опытный состав ETR 401 был построен в 1975 году и работал некоторое время на маршруте Рим — Анкона. В 1985 году начато серийное производство электропоезда ETR 450, где была успешно реализована эта технология. ETR 450 был введен в эксплуатацию в 1989 году и преодолевал расстояние между Миланом и Римом уже менее чем за 4 часа. Технология была выкуплена компанией FIAT Ferroviaria (позднее — Alstom) и продолжала совершенствоваться. Поезда с системой Pendolino, помимо Италии получили распространение в Португалии, Чехии, Финляндии и других странах.
Радикальным решением проблемы кривых малого радиуса и увеличения пропускной способности стало строительство специализированных высокоскоростных магистралей. Италия является первой в Европе и второй в мире (после Японии, см. Синкансен) страной, приступившей к их сооружению. С 1970 года началось строительство 254-километровой линии Direttissima между Римом и Флоренцией. Первая очередь была введена в эксплуатацию в 1977 году, а 26 мая 1992 года линия была открыта целиком. Данная линия предназначена исключительно для высокоскоростных пассажирских поездов с максимальной эксплуатационной скоростью 250 км/ч. 25 мая 1989 года на линии Direttissima опытный состав ETR X 500 разогнался до скорости 319 км/ч и таким образом установил рекорд скорости для поездов итальянского производства.
В 1997 году высокоскоростные поезда компании Trenitalia были объединены под маркой Eurostar Italia.
В 2000-х годах строительство специализированных высокоскоростных линий было продолжено. К настоящему моменту они соединены в 907-километровый коридор Турин — Милан — Болонья — Флоренция — Рим — Неаполь — Салерно с максимальной скоростью движения 300 км/ч (на участках Рим — Флоренция и Неаполь — Салерно — не более 250 км/ч). Весь маршрут с северо-запада на юг преодолевается примерно за 5,5 часов. Продолжается строительство высокоскоростной линии между Миланом и Венецией.
В 2012 году сеть высокоскоростных поездов претерпела ребрендинг: вместо единого сервиса Eurostar Italia возникла сеть Le Frecce, разделённая на три категории. Кроме того, в 2012 году начал работу независимый коммерческий перевозчик Nuovo Trasporto Viaggiatori (NTV), осуществляющий высокоскоростные перевозки под маркой .italo по тем же основным направлениям.
В 2018 году Trenitalia начала выполнять коммерческие высокоскоростные грузовые перевозки между терминалами в Казерте и Болонье на поездах ETR 500 Mercitalia Fast.
18 декабря 2021 года сеть Le Frecce впервые расширилась за пределы Италии: поезда Frecciarossa стали курсировать между Италией и Францией по маршруту Милан - Турин - Лион - Париж. По этому же маршруту работают поезда TGV французского национального перевозчика SNCF. Кроме того, в 2021 году запущено движение скоростных поездов Frecciabianca на Сицилии по маршруту Мессина - Катания - Палермо. Данный маршрут проходит без использования специализированных линий.

## СетьLe Frecce
В зависимости от направления, максимальной скорости и уровня сервиса скоростные поезда Le Frecce делятся на три категории: Frecciarossa (итал. «Красная Стрела»), Frecciargento (итал. «Серебряная Стрела») и Frecciabianca (итал. «Белая Стрела»).

### Frecciarossa
Поезда Frecciarossa — самые быстрые и комфортабельные. Их маршруты проходят в основном по специализированным высокоскоростным линиям, где они развивают максимальную скорость 300 км/ч. Перевозки выполняются поездами на локомотивной тяге серии ETR 500 и электропоездами ETR 1000. Составы включают в себя вагоны 4 классов: Executive, Business, Premium и Standard, а также вагон-ресторан.
Направления поездов Frecciarossa (по состоянию на 2021 г.):
- Турин — Милан — Реджо-Эмилия — Болонья — Флоренция — Рим — Неаполь — Салерно (главный высокоскоростной коридор) — более 110 пар поездов в день, в том числе дополнительные до городов Ареццо, Перуджа, Брешиа, Потенца, Таранто и Реджо-ди-Калабрия, иногда назначаются поезда до горнолыжных курортов Бардонеккья и Улькс;
- Венеция — Падуя — Болонья — Флоренция — Рим— Неаполь — Салерно — до 26 пар поездов в день;
- Бергамо — Брешиа — Верона — Болонья — Рим — 2 поезда в день;
- Триест / Удине — Венеция — Падуя — Виченца — Верона — Брешиа — Милан — 48 пар поездов в день, в том числе дополнительные до Турина и Генуи;
- Турин / Милан — Реджо-Эмилия AV — Болонья — Римини — Анкона — Пескара — Фоджа — Бари — Лечче — 6 пар поездов в день[9].
- Милан — Турин — Модан — Шамбери — Лион — Париж (международный маршрут) — не менее 2 пар поездов в день[7].

Большую часть данных маршрутов дублируют линии .italo конкурирующего перевозчика NTV.

### Frecciargento
Данные поезда способны развивать максимальную скорость 250 км/ч. На линиях Frecciargento работают преимущественно составы семейства Pendolino: ETR 485, ETR 600, ETR 610, а также составы ETR 700 (Ansaldo V250). Имеется 3 класса вагонов: Business, Premium и Standard, из них один вагон оборудован бистро.
Направления поездов Frecciargento (по состоянию на 2021 г.):
- Рим — Флоренция — Болонья — Падуя — Венеция — 14 пар поездов, в том числе дополнительные до Триеста и до аэропорта Рим-Фьюмичино;
- Рим — Флоренция — Болонья — Верона с продолжением в Бергамо, Больцано или Виченцу — всего 14 пар поездов (здесь и далее приведены объёмы движения в день);
- Рим — Флоренция — Болонья — Модена — Карпи — Мантуя — 2 пары поездов;
- Милан — Пьяченца — Модена — Болонья — Римини — Анкона — Пескара — Бари — Лечче — всего 14 пар поездов;
- Рим — Неаполь — Фоджа — Бари — Лечче — всего 10 пар поездов;
- Аэропорт Рим-Фьюмичино — Рим — Флоренция — Пиза — Ла-Специя — Генуя — всего 2 пары поездов;
- Рим — Неаполь — Салерно — Паола — Ламеция — Реджо-ди-Калабрия — всего 4 пары поездов[11].

### Frecciabianca
Эти поезда передвигаются только по линиям общего назначения с максимальной скоростью 200 км/ч. Перевозки на линиях Frecciabianca осуществляют электропоезда Pendolino старых типов (ETR 460, ETR 463, ETR 470) и поезда на локомотивной тяге с электровозами серий FS Class E.414 и FS Class E.402.
Направления поездов Frecciabianca (по состоянию на 2021 г.):
- Рим — Генуя вдоль побережья — 12 пар поездов в день, в том числе дополнительные до Турина и Милана;
- Милан — Генуя — Вентимилья — 2 пары в день;
- Венеция — Падуя — Болонья — Римини и далее вдоль побережья до Лечче — 4 пары поездов;
- Рим — Терни — Фолиньо — Пезаро — Римини — Равенна — 2 пары поездов
- Мессина — Катания — Палермо — 1 пара в день[12].

## Инфраструктура
В Италии создана сеть специализированных высокоскоростных железнодорожных линий, где поезда Frecciarossa и Frecciargento могут развивать максимальную скорость 250—300 км/ч. Они проложены, как правило, параллельно линиям общего назначения, не имеют одноуровневых пересечений, оборудованы бесстыковым путем, контактной сетью специальной конструкции, в качестве СЦБ используется Европейская система управления движением поездов второго уровня (ETCS-2). Радиус кривых на линиях составляет 3000 м и более. Особо выделяется горный участок Болонья — Флоренция, на котором 74 из 79 км проходит в тоннелях под Апеннинами. Линии и подходы к ним электрифицированы, причём на участках Турин — Милан, Милан — Болонья, Болонья — Флоренция и Рим — Неаполь используется система электрификации 25 кВ 50 Гц переменного тока, отличная от принятой на остальной железнодорожной сети 3 кВ постоянного тока. По этой причине на них допускается использование только двухсистемного подвижного состава. Имеются служебные съезды на линии общего назначения.
Сеть высокоскоростных линий образует два коридора: Милан — Салерно (север — юг) и Турин — Венеция (северо-запад — северо-восток). Протяженность первого составляет 782 км, его строительство было полностью завершено в 2009 году. Коридор Турин — Венеция по состоянию на 2020 год, действует частично, продолжается строительство участка между городами Брешиа и Падуя.
Помимо поездов Frecciarossa и Frecciargento государственной компании Trenitalia, высокоскоростные линии также используются поездами .italo коммерческого перевозчика NTV. Маршруты французской национальной высокоскоростной сети TGV и других иностранных перевозчиков, заходящие в северные регионы Италии, проходят по обычным линиям.
Поезда Le Frecce используют в основном те же железнодорожные вокзалы, что и другие поезда. В Реджо-нель-Эмилии, Болонье и Неаполе на высокоскоростных линиях построены отдельные вокзалы.

## Происшествия
Единственная катастрофа на сети Le Frecce произошла 6 февраля 2020 года рядом с населённым пунктом Ливрага (Ломбардия). Поезд Frecciarossa 9595, выполнявший утренний рейс Милан - Салерно составом ETR 1000, двигаясь по высокоскоростной линии Милан - Болонья со скоростью около 290 км/ч, неожиданно отклонился по стрелке у путевого поста Ливрага и сошёл с рельсов. Первый вагон оторвался от состава, развернулся на 180 градусов и столкнулся с путевыми машинами, находящимися на боковом пути, и остановился около служебной постройки, в которую врезалась одна из тележек вагона. Второй вагон, продолжив движение по инерции, перевернулся и остановил остальные. В результате происшествия погибли двое машинистов, 31 пассажир был ранен.
Непосредственной причиной происшествия стала стрелка, ошибочно переведённая в боковое положение, о чём машинист не был уве́домлен и продолжал двигаться с максимальной скоростью. Стрелка была заменена за день до катастрофы, а поезд 9595 был первым на этой линии после путевых работ. Рабочие, не закончив полностью работы, перевели стрелку во временный режим и отключили её от диспетчерской системы ETCS, в результате чего её положение не контролировалось службой движения. По невыясненным до сих пор причинам, стрелка не была должным образом закреплена в прямом положении.